# Wąglik

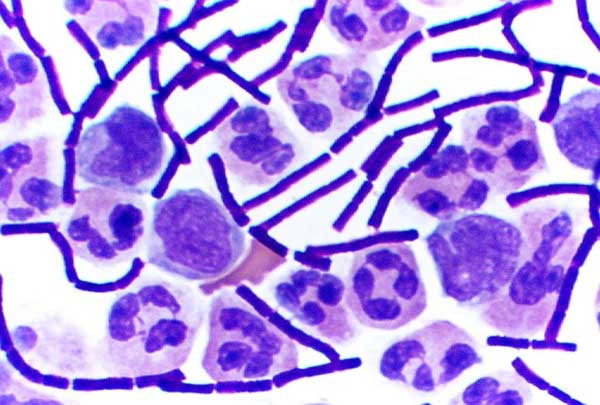
Bakterie (laseczki) wąglika zabarwione metodą Grama, widoczne formy kuliste – neutrofile

Wąglik (łac. anthrax) – choroba zakaźna, zaraźliwa, wywoływana przez Gram-dodatnią bakterię nazywaną laseczką wąglika (Bacillus anthracis). Znany już od czasów starożytnych, występuje na całym świecie. Wąglik występuje najczęściej u bydła, koni, owiec i kóz. Świnie rzadko chorują. Psy cechuje znaczna odporność. Ptaki są niewrażliwe na zakażenia naturalne.

## Etiologia

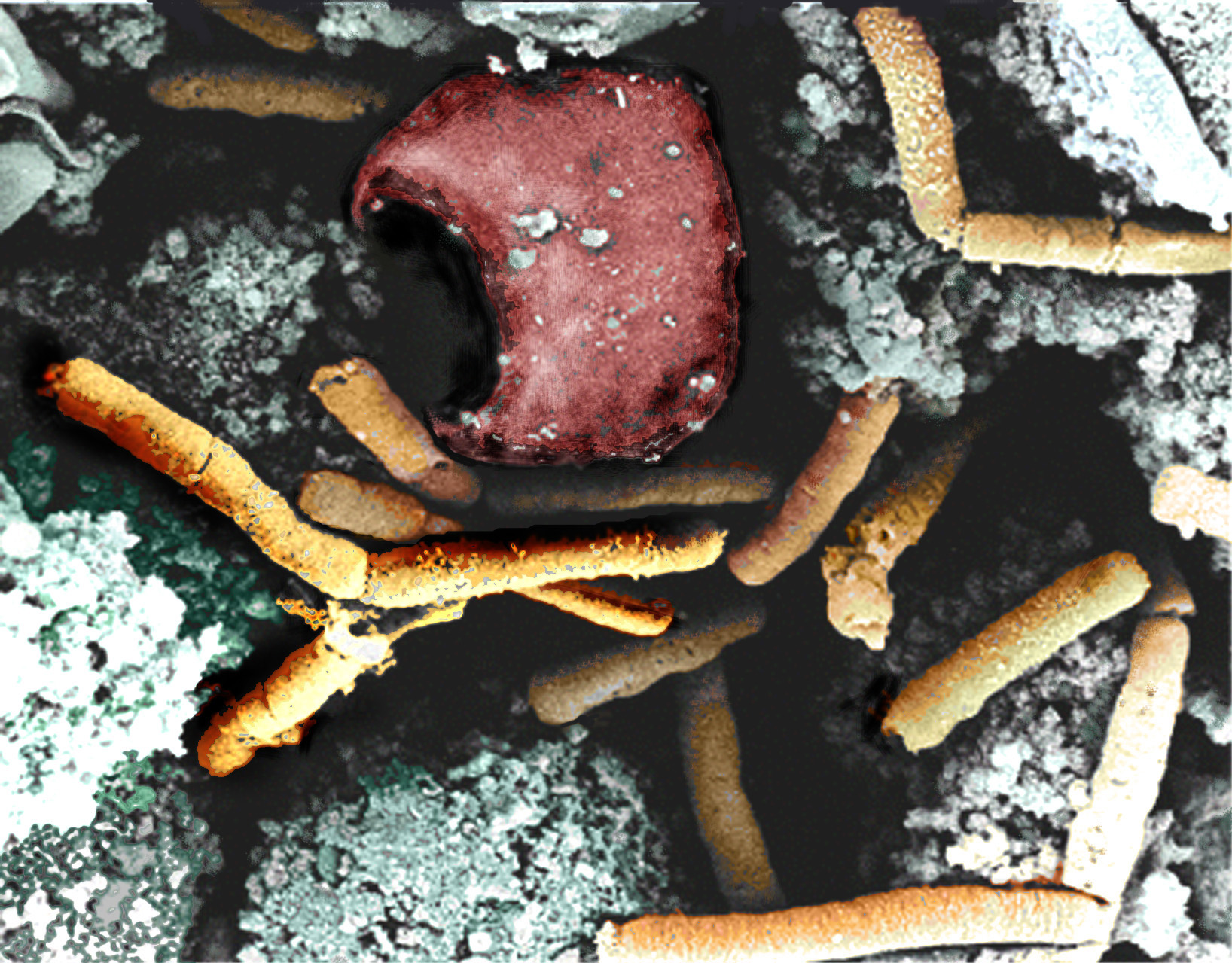
Śledziona małpy chorej na wąglik płucny; widoczne pałeczki (żółte) i erytrocyty (czerwone). Obraz uzyskany w skaningowym mikroskopie elektronowym ze sztucznie przypisanymi kolorami

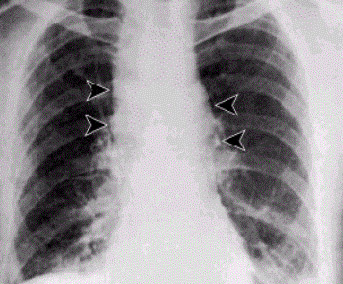
Wąglik płucny – poszerzenie cienia śródpiersia

Laseczka wąglika jest bakterią Gram-dodatnią, rosnącą w warunkach tlenowych wytwarzającą przetrwalniki, czyli endospory. Przetrwalniki laseczek wąglika są bardzo wytrzymałe na warunki środowiskowe.

## Źródła zakażenia i patogeneza
Głównym źródłem zakażenia jest u zwierząt spożywana pasza zawierająca przetrwalniki bakterii. Do zarażenia może dojść podczas wypasów, jak i podczas skarmiania trawą lub sianem. Bakterie pod postacią przetrwalników mogą również wniknąć razem z wodą podczas pojenia zwierząt. Zwierzęta mięsożerne zakażają się po zjedzeniu zwierząt padłych na wąglik. Zakażenie bezpośrednie z jednego zwierzęcia na drugie jest możliwe tylko wtedy, gdy krew lub wydaliny zwierzęcia chorego dostaną się na świeże rany lub błonę śluzową.

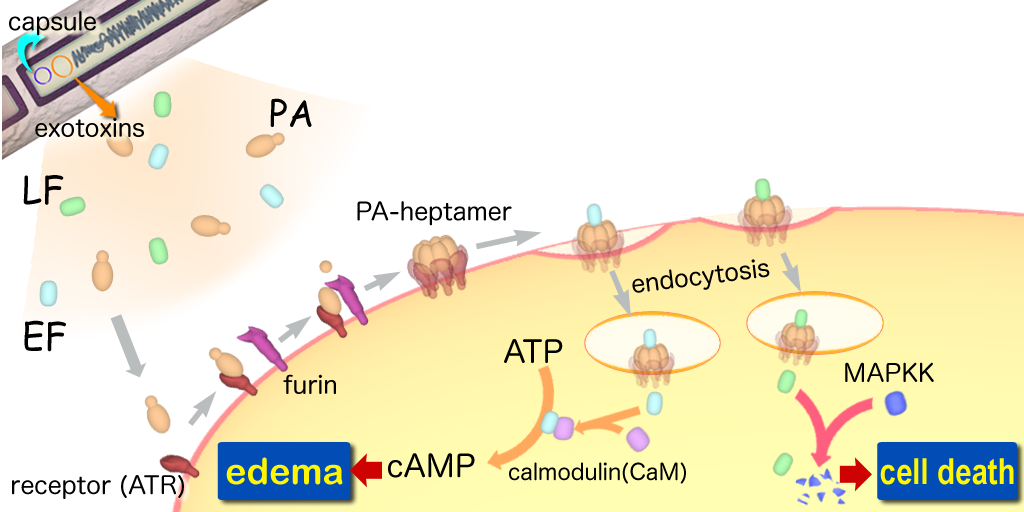
Schemat przedstawiający działanie toksyny wąglika

Bakteria produkuje toksynę będącą mieszaniną trzech białek – antygenu PA, czynnika EF i czynnika LF. PA (antygen ochronny) umożliwia wniknięcie toksyny wąglika do wnętrza komórek. EF (czynnik obrzęku) to białko zależne od kalmoduliny, które zwiększając poziom cAMP w komórce zaburza jej homeostazę i szlaki przekazywania sygnału, czym prowadzi do obrzęku. LF (czynnik letalny) to zależna od cynku proteaza o wielkości 90 kDa, która przecina kinazy z rodziny MAPKK (ang. Mitogen-activated protein kinase kinase). Hamuje to aktywność kinaz, co prowadzi do zaburzeń szlaków przekazywania sygnału w komórce i do apoptozy.

## Zmiany anatomopatologiczne
Charakterystycznymi objawami pośmiertnymi są szybki rozkład gnilny i niezupełne stężenie pośmiertne zwłok. Następuje też wyciek ciemnej, słabo krzepnącej, lakowatej krwi z naturalnych otworów ciała.

## Rozpoznanie różnicowe
Należy wykluczyć inne jednostki chorobowe o przebiegu posocznicowym. Również podobny przebieg do wąglika mogą mieć niektóre ostre zatrucia. Ostatecznie rozstrzygają badania laboratoryjne. W preparatach mazanych (np. krew) stwierdza się, po odpowiednim zabarwieniu charakterystyczne laseczki wąglika z otoczkami. Do rozpoznania wąglika stosuje się również próbę biologiczną. Zakażeniu ulega większość typowych zwierząt laboratoryjnych (myszy, szczury, króliki). Padają one po trzech dniach od pozajelitowego zakażenia wąglikiem.

## Leczenie i zapobieganie
Leczenie wąglika u ludzi polega na stosowaniu wysokich dawek antybiotyków, natomiast u zwierząt stosuje się surowice odpornościowe oraz antybiotyki. Lekiem z wyboru jest cyprofloksacyna.
Padłe zwierzęta zarażone wąglikiem powinny być spalone.

## Zachorowania ludzi – zoonoza
Laseczka wąglika lub jej zarodniki wnikają do organizmu:
- drogą oddechową;
- drogą pokarmową;
- przez skórę.

W miejscu wniknięcia bakterie rozmnażają się powodując miejscowe zmiany zapalno-martwicze. Z ogniska pierwotnego dochodzi do rozprzestrzeniania się infekcji na cały organizm.
Infekcja laseczką wąglika u człowieka występuje w jednej z trzech postaci:
- skórnej (czarna krosta) – 95%;
- jelitowej;
- płucnej.

Postać skórna może przebiegać jako umiejscowiony odczyn zapalny lub postać rozlana. Umiejscowiony odczyn zapalny ma charakter pęcherzyka (tzw. czarna krosta, łac. pustula maligna) wypełnionego ciemnym płynem, który pęka, pozostawiając czarny strup; inną postacią jest twardy, głęboki i niebolesny naciek zapalny tkanek (obrzęk złośliwy, oedema malignum), również przebiegający z powiększeniem okolicznych węzłów chłonnych.
Postać jelitowa charakteryzuje się silnym bólem brzucha, gorączką, biegunką lub czasem zaparciami. Stolec może zawierać świeżą krew, często ma smolistą barwę. Mogą wystąpić wymioty, niekiedy zawierające krew. Postępująca choroba może prowadzić do wodobrzusza lub perforacji jelita.
Charakterystycznymi objawami postaci jelitowej są:
- biegunka śluzowo-krwista
- bóle brzucha
- wymioty
- wysoka gorączka.

Stan chorego jest ciężki i często po 2–3 dniach kończy się śmiercią.
Najcięższa jest postać płucna (historycznie nazywana „chorobą sortowaczy wełny”) o charakterze ciężkiego zapalenia płuc. Ta postać charakteryzuje się wysoką gorączką, dreszczami, kaszlem z odpluwaniem krwistej plwociny, dusznością i sinicą. W znacznym procencie przypadków dochodzi do zgonu w okresie 24 do 36 godzin od wystąpienia objawów.
Przeprowadzone w 2004 roku badania 15 osób, które przeżyły zakażenie laseczką wąglika wskazują, że ludzie ci mają poważne problemy ze zdrowiem i złe rokowania przeżycia jednego roku po incydencie. Zakażenie drogą wziewną związane było z istotnie mniejszą przeżywalnością w porównaniu z zakażeniem przez powłoki ciała (JAMA 2004:291:1994).
Zapobieganie polega na zwalczaniu wąglika u zwierząt, badaniu mięsa i innych surowców zwierzęcych. Istnieje również kilka rodzajów szczepionek przeciw wąglikowi. Jedną z nich wprowadził w 1881 roku francuski uczony Ludwik Pasteur.

## Broń biologiczna
Chociaż wąglik jest zwykle chorobą odzwierzęcą, to bakterie wąglika mogą być wykorzystywane także jako broń biologiczna.
Rozwój wojskowej wersji wąglika rozpoczęły Niemcy, wykorzystując swoją pracę w 1916 roku, gdy broń ta została przesłana wraz z instrukcją do ambasady niemieckiej na terenie Rumunii. Później (od 1937) nad wąglikiem pracowali Japończycy w swoim położonym w Mandżurii tajnym laboratorium pod nazwą „Jednostka 731”. Brytyjczycy w latach 1941–1942 przeprowadzali próby polowe na wyspie Gruinard u wybrzeży Szkocji. Działanie to było związane z zagrożeniem użycia broni chemicznej lub biologicznej przez hitlerowskie Niemcy (prowadzili oni swe badania nad użyciem wąglika jako broni biologicznej m.in. w zakamuflowanym pod nazwą Centralnego Instytutu Badań nad Rakiem laboratorium w poznańskim Pokrzywnie). Pod koniec wojny listów z wąglikiem używała także Armia Krajowa, jednak bez większych sukcesów – jako broń listy wąglikowe nie są zbyt skuteczne. Badania prowadzili także Amerykanie w Fort Detrick.
Na terenie ZSRR po zakończeniu wojny rozwijana była broń biologiczna, także zawierająca jako ładunek laseczki wąglika. Prace badawczo-produkcyjne w wojskowej fabryce broni B, działającej w programie „Biopreparat” (zobacz: Ken Alibek) w Swierdłowsku spowodowały w 1979 roku zakażenie ludności cywilnej (Katastrofa w Swierdłowsku; według nieoficjalnych danych zachorowało 79 osób, z czego zmarło 68). U 77 chorych wystąpiła płucna postać tej choroby (u 66 nastąpiło zejście śmiertelne). Innym ośrodkiem produkcji broni biologicznej z wykorzystaniem laseczek wąglika był Stepnogorsk w Kazachstanie. Sama produkcja jest trudna, wymaga dużej wiedzy i przede wszystkim odpowiedniego sprzętu.
Głośne przypadki wykorzystania laseczek wąglika miały miejsce na terenie Stanów Zjednoczonych od 16 września do 25 października 2001 roku, gdy bakterie te zostały rozesłane w przesyłkach pocztowych (tzw. listy wąglikowe) adresowanych do ważnych instytucji.

## Klasyfikacja ICD10
| kod ICD10     | nazwa choroby         |
| ------------- | --------------------- |
| ICD-10: A22   | Wąglik                |
| ICD-10: A22.0 | Wąglik skórny         |
| ICD-10: A22.1 | Wąglik płucny         |
| ICD-10: A22.2 | Wąglik jelitowy       |
| ICD-10: A22.7 | Posocznica wąglikowa  |
| ICD-10: A22.8 | Inne postacie wąglika |
| ICD-10: A22.9 | Wąglik, nieokreślony  |